# Records olympiques d'athlétisme

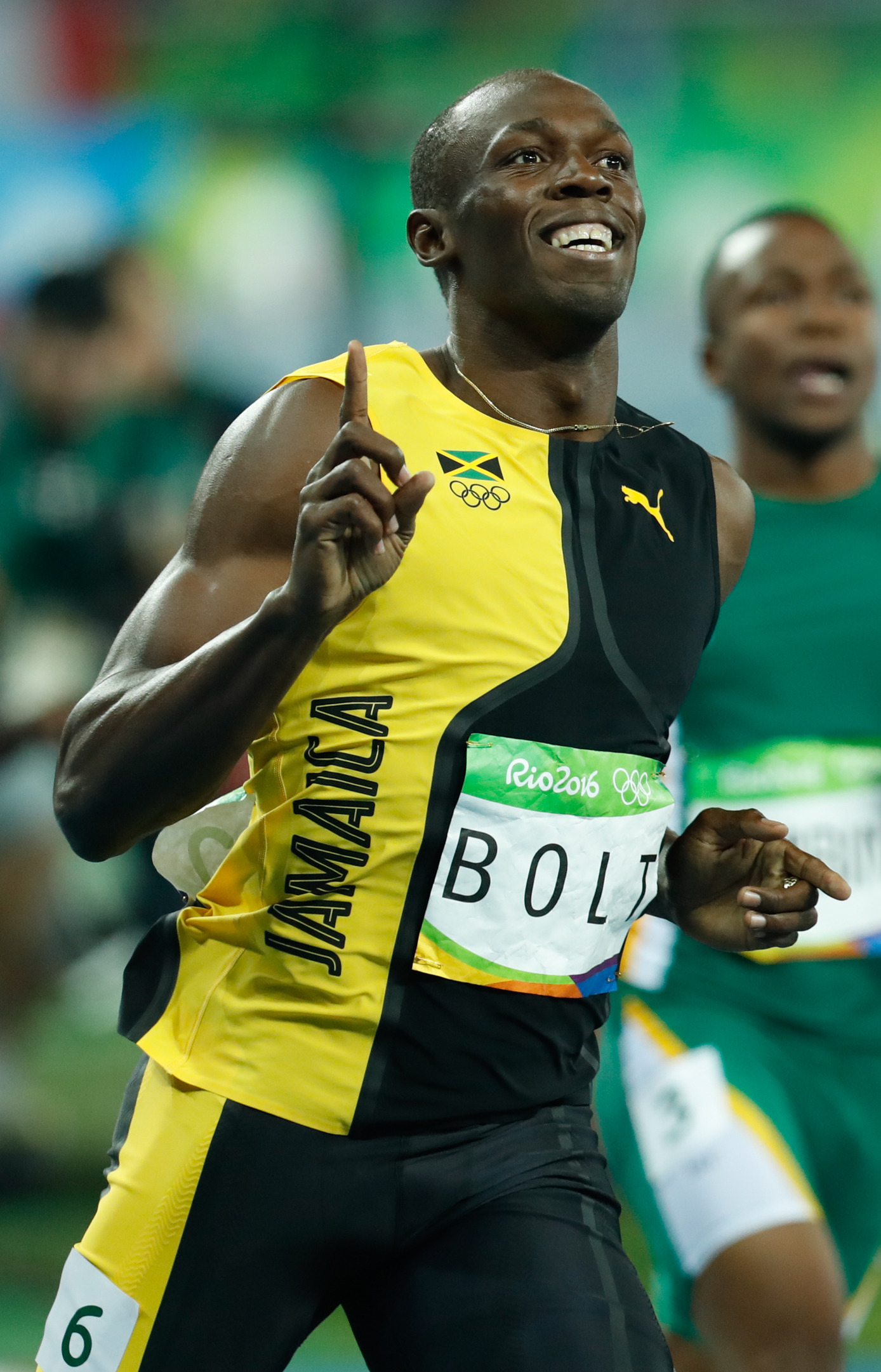
Le Jamaïcain Usain Bolt détient les records olympiques masculins du 100 m, du 200 m et du relais 4 × 100 m.

Les records olympiques d'athlétisme constituent la meilleure performance jamais réalisée par un athlète dans le cadre des Jeux olympiques d'été. Ils sont homologués par le Comité international olympique (CIO) depuis la première édition des Jeux olympiques, en 1896.
Le plus ancien record olympique est celui de l'Américain Bob Beamon qui établit la marque de 8,90 m au saut en longueur lors des Jeux olympiques de 1968, à Mexico.

## Hommes
| Discipline                    | Athlète                                                    | Pays             | Performance     | Date              | Lieu           | Réf.  |
| ----------------------------- | ---------------------------------------------------------- | ---------------- | --------------- | ----------------- | -------------- | ----- |
| 100 m Progression             | Usain Bolt                                                 | Jamaïque         | 9 s 63          | 5 août 2012       | Londres        |       |
| 200 m Progression             | Usain Bolt                                                 | Jamaïque         | 19 s 30         | 20 août 2008      | Pékin          |       |
| 400 m Progression             | Wayde van Niekerk                                          | Afrique du Sud   | 43 s 03         | 15 août 2016      | Rio de Janeiro | [ 2 ] |
| 800 m Progression             | David Rudisha                                              | Kenya            | 1 min 40 s 91   | 9 août 2012       | Londres        | [ 3 ] |
| 1 500 m Progression           | Cole Hocker                                                | États-Unis       | 3 min 27 s 65   | 6 août 2024       | Paris          | [ 4 ] |
| 5 000 m Progression           | Kenenisa Bekele                                            | Éthiopie         | 12 min 57 s 82  | 23 août 2008      | Pékin          | [ 5 ] |
| 10 000 m Progression          | Joshua Cheptegei                                           | Ouganda          | 26 min 43 s 14  | 2 août 2024       | Paris          |       |
| Marathon Progression          | Tamirat Tola                                               | Éthiopie         | 2 h 6 min 26 s  | 10 août 2024      | Paris          | [ 6 ] |
| 110 m haies Progression       | Liu Xiang                                                  | Chine            | 12 s 91         | 27 août 2004      | Athènes        |       |
| 400 m haies Progression       | Karsten Warholm                                            | Norvège          | 45 s 94         | 3 août 2021       | Tokyo          | [ 7 ] |
| 3 000 m steeple Progression   | Conseslus Kipruto                                          | Kenya            | 8 min 3 s 28    | 17 août 2016      | Rio de Janeiro |       |
| 4 × 100 m Progression         | Nesta Carter Michael Frater Yohan Blake Usain Bolt         | Jamaïque         | 36 s 84         | 11 août 2012      | Londres        |       |
| 4 × 400 m Progression         | LaShawn Merritt Angelo Taylor David Neville Jeremy Wariner | États-Unis       | 2 min 55 s 39   | 23 août 2008      | Pékin          |       |
| 20 km marche Progression      | Chen Ding                                                  | Chine            | 1 h 18 min 46 s | 4 août 2012       | Londres        |       |
| 50 km marche Progression      | Jared Tallent                                              | Australie        | 3 h 36 min 53 s | 11 août 2012      | Londres        |       |
| Saut en longueur Progression  | Bob Beamon                                                 | États-Unis       | 8,90 m          | 18 octobre 1968   | Mexico         |       |
| Triple saut Progression       | Kenny Harrison                                             | États-Unis       | 18,09 m         | 27 juillet 1996   | Atlanta        |       |
| Saut en hauteur Progression   | Charles Austin                                             | États-Unis       | 2,39 m          | 28 juillet 1996   | Atlanta        |       |
| Saut à la perche Progression  | Armand Duplantis                                           | Suède            | 6,25 m          | 5 août 2024       | Paris          |       |
| Lancer du poids Progression   | Ryan Crouser                                               | États-Unis       | 23,30 m         | 5 août 2021       | Tokyo          |       |
| Lancer du disque Progression  | Rojé Stona                                                 | Jamaïque         | 70 m            | 7 août 2024       | Paris          |       |
| Lancer du marteau Progression | Sergey Litvinov                                            | Union soviétique | 84,80 m         | 26 septembre 1988 | Séoul          |       |
| Lancer du javelot Progression | Arshad Nadeem                                              | Pakistan         | 92,97 m         | 8 août 2024       | Paris          |       |
| Décathlon Progression         | Damian Warner                                              | Canada           | 9 018 points    | 5 août 2021       | Tokyo          |       |

## Femmes
| Discipline                    | Athlète                                                        | Pays                   | Performance     | Date              | Lieu           | Réf.   |
| ----------------------------- | -------------------------------------------------------------- | ---------------------- | --------------- | ----------------- | -------------- | ------ |
| 100 m Progression             | Elaine Thompson-Herah                                          | Jamaïque               | 10 s 61         | 31 juillet 2021   | Tokyo          |        |
| 200 m Progression             | Florence Griffith-Joyner                                       | États-Unis             | 21 s 34         | 29 septembre 1988 | Séoul          |        |
| 400 m Progression             | Marileidy Paulino                                              | République dominicaine | 48 s 17         | 9 août 2024       | Paris          |        |
| 800 m Progression             | Nadiya Olizarenko                                              | Union soviétique       | 1 min 53 s 43   | 27 juillet 1980   | Moscou         |        |
| 1 500 m Progression           | Faith Kipyegon                                                 | Kenya                  | 3 min 51 s 29   | 10 août 2024      | Paris          |        |
| 5 000 m Progression           | Vivian Cheruiyot                                               | Kenya                  | 14 min 26 s 17  | 19 août 2016      | Rio de Janeiro |        |
| 10 000 m Progression          | Almaz Ayana                                                    | Éthiopie               | 29 min 17 s 45  | 12 août 2016      | Rio de Janeiro |        |
| Marathon Progression          | Sifan Hassan                                                   | Pays-Bas               | 2 h 22 min 55   | 11 août 2024      | Paris          |        |
| 100 m haies Progression       | Jasmine Camacho-Quinn                                          | Porto Rico             | 12 s 26         | 1er août 2021     | Tokyo          | [ 9 ]  |
| 400 m haies Progression       | Sydney McLaughlin                                              | États-Unis             | 50 s 37         | 8 août 2024       | Paris          | [ 10 ] |
| 3 000 m steeple Progression   | Gulnara Samitova-Galkina                                       | Russie                 | 8 min 58 s 81   | 16 août 2008      | Pékin          |        |
| 4 × 100 m Progression         | Tianna Madison Allyson Felix Bianca Knight Carmelita Jeter     | États-Unis             | 40 s 82         | 10 août 2012      | Londres        |        |
| 4 × 400 m Progression         | Tatyana Ledovskaya Olga Nazarova Mariya Pinigina Olha Bryzhina | Union soviétique       | 3 min 15 s 17   | 1er octobre 1988  | Séoul          |        |
| 20 km marche Progression      | Qieyang Shenjie                                                | Chine                  | 1 h 25 min 16 s | 11 août 2012      | Londres        |        |
| Saut en longueur Progression  | Jackie Joyner-Kersee                                           | États-Unis             | 7,40 m          | 29 septembre 1988 | Séoul          |        |
| Triple saut Progression       | Yulimar Rojas                                                  | Venezuela              | 15,67 m         | 1er août 2021     | Tokyo          | [ 11 ] |
| Saut en hauteur Progression   | Yelena Slesarenko                                              | Russie                 | 2,06 m          | 28 août 2004      | Athènes        |        |
| Saut à la perche Progression  | Yelena Isinbayeva                                              | Russie                 | 5,05 m          | 18 août 2008      | Pékin          |        |
| Lancer du poids Progression   | Ilona Slupianek                                                | Allemagne de l'Est     | 22,41 m         | 24 juillet 1980   | Moscou         |        |
| Lancer du disque Progression  | Martina Hellmann                                               | Allemagne de l'Est     | 72,30 m         | 29 septembre 1988 | Séoul          |        |
| Lancer du marteau Progression | Anita Włodarczyk                                               | Pologne                | 82,29 m         | 15 août 2016      | Rio de Janeiro |        |
| Lancer du javelot Progression | Osleidys Menendez                                              | Cuba                   | 71,53 m         | 27 août 2004      | Athènes        |        |
| Heptathlon Progression        | Jackie Joyner-Kersee                                           | États-Unis             | 7 291 points    | 24 septembre 1988 | Séoul          |        |

## Mixte
| Discipline            | Athlète                                                                   | Pays    | Performance  | Date            | Lieu  | Réf. |
| --------------------- | ------------------------------------------------------------------------- | ------- | ------------ | --------------- | ----- | ---- |
| 4 × 400 m Progression | Karol Zalewski Natalia Kaczmarek Justyna Święty-Ersetic Kajetan Duszyński | Pologne | 3 min 9 s 87 | 31 juillet 2021 | Tokyo |      |